# Université Shorter
L'Université Shorter (Shorter University) est une université privée chrétienne évangélique baptiste, située à Rome en Géorgie aux États-Unis.  Elle est affiliée à la Baptist Convention of the State of Georgia (en) (Convention baptiste du Sud).

## Historique

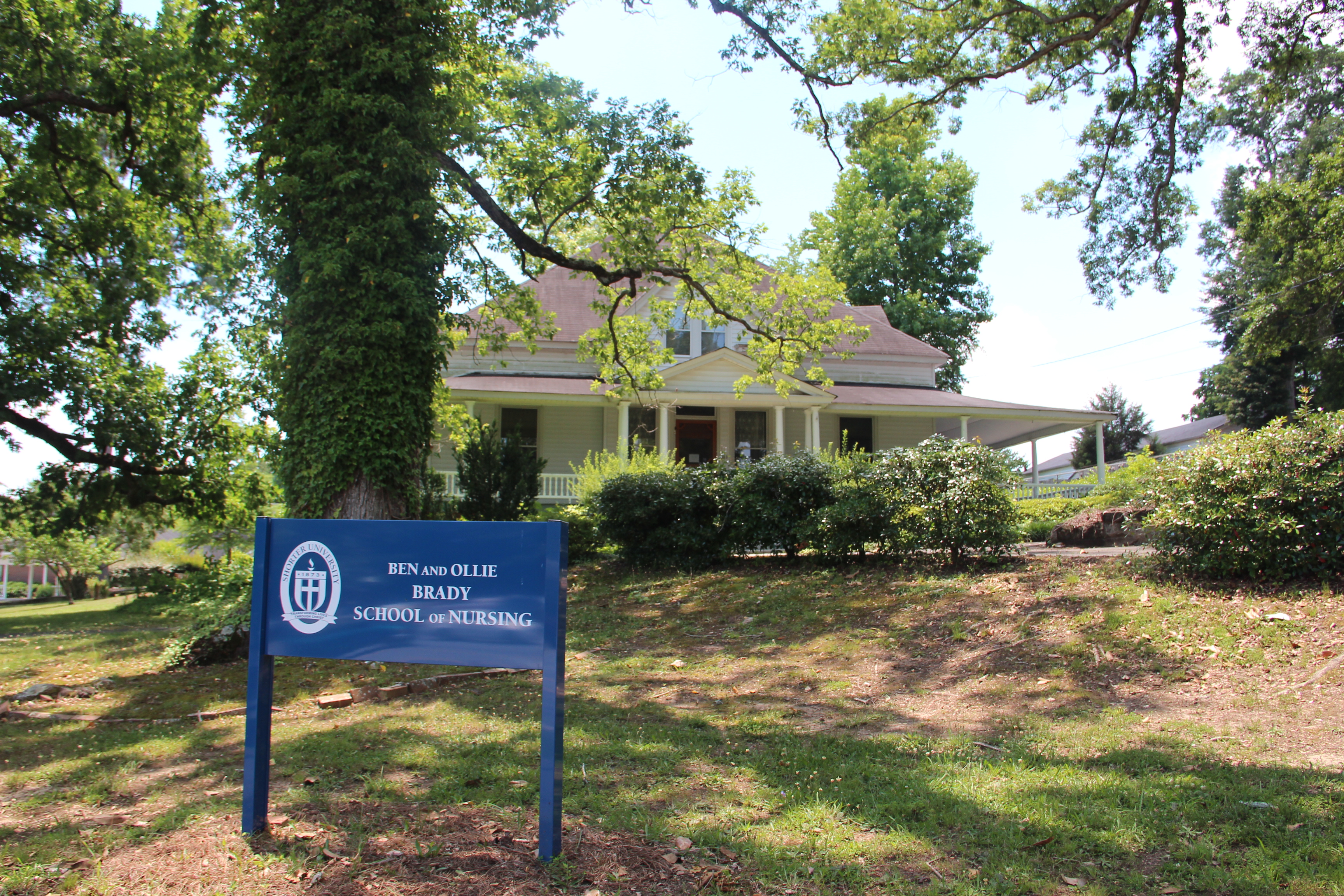
École d’infirmières Ben et Ollie Brady

L'école a été fondée en 1873 par le pasteur Luther Rice Gwaltney de l'église baptiste de Rome, sous le nom de Cherokee Baptist Female College.  L’école a été renommée en 1877 Shorter Female College en raison des contributions financières des donateurs Alfred et Martha Shorter.  En 1948, l’admission a été ouverte au garçons et l’école a été renommée Shorter College.  En 2010, l’école a pris le nom de Shorter University. Pour l'année 2018-2019, elle comptait 1,452 étudiants.
Les couleurs officielles de l’université sont le bleu et le blanc. L’université offre aux étudiants un grand nombre d’activités périscolaires, celles-ci comprenant les sports, les sociétés d’honneur, clubs et organisations estudiantines.

## Accréditations
Shorter est accréditée par la Commission on Colleges of the Southern Association . 

## Affiliations
Elle est affiliée à la Baptist Convention of the State of Georgia (en) (Convention baptiste du Sud)  et de l'Association internationale des collèges et universités baptistes.